# Lantz
Lantz är ett svenskt efternamn, som även använts som soldatnamn. Den 31 december 2013 fanns 3347 personer med efternamnet Lantz i Sverige.

## Personer med efternamnet Lantz
- Annika Lantz (född 1968), radiopratare, komiker och TV-programledare
- Benne Lantz (född 1936), facklig förhandlare
- Erik Lantz (född 1986), trummis
- Gustaf Lantz (född 1981), politiker, socialdemokrat
- Herman Lantz (1881–1949), skådespelare, manusförfattare och idrottsman
- Inga Lantz (1943–2017), industritjänsteman och politiker (vpk)
- enny Lantz (född 1973), företagsekonom, forskare och författare
- Joachim Lantz (född 1977), fotbollsspelare
- Jörgen Lantz (född 1943), skådespelare
- Kenneth Lantz (född 1949), politiker, kristdemokrat
- Kim Lantz (fodd 1948), skådespelare
- Lovisa Lagerström Lantz (född 1975), facklig tjänsteman, politiker, socialdemokrat
- Marcus Lantz (född 1975), fotbollsspelare och tränare
- Maria Lantz (född 1962), fotograf och lärare
- Natalie Lantz, sedan 202X Natalie Bloch, (född 1982), bibelvetare och översättare,
- Petra Lantz  (född 1955), ekonom
- Petter Lantz (född 1971), basist
- Ragni Lantz (född 1939), journalist
- Torbjörn Lantz (född 1947), pastor och kristen sångare
- Walter Lantz (1899–1994), amerikansk animatör, filmregissör och filmproducent
- Vanja Lantz (1911–1992), översättare
- Viktor Lantz (född 1992), systemutvecklare
- Åsa Lantz (född 1966), journalist och författare